# Station Diesdelle

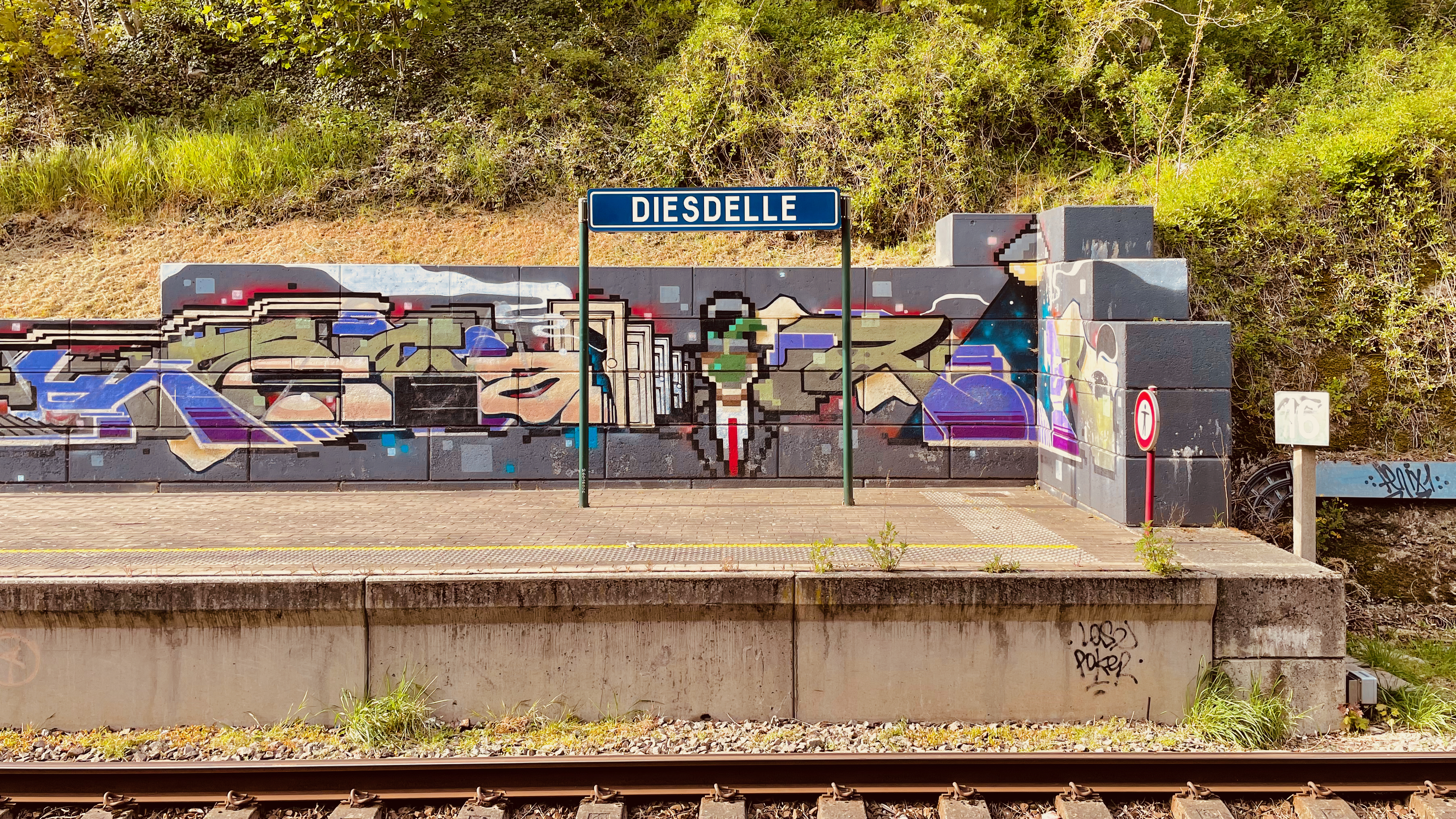
Naambord op een perron

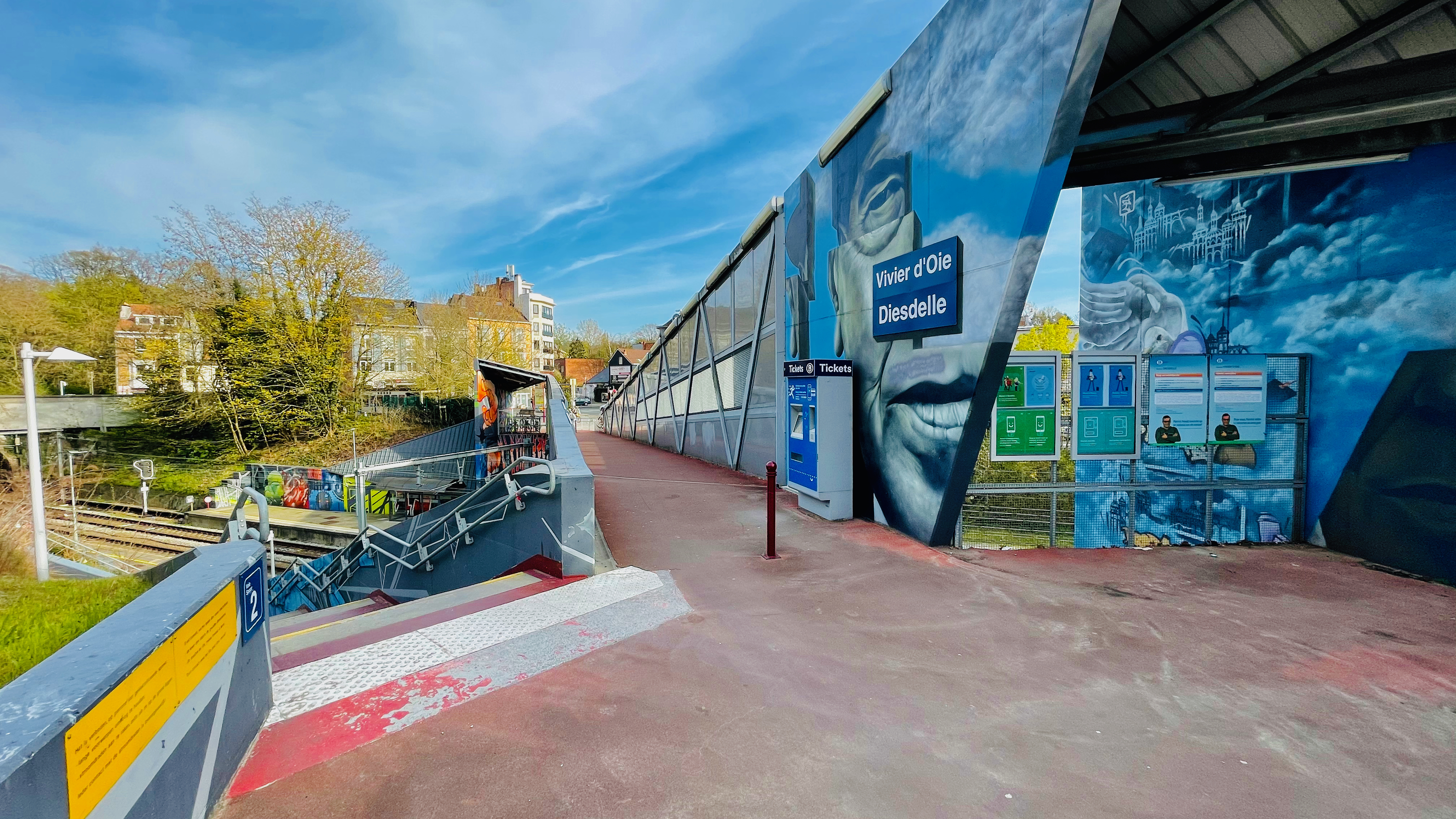
De brug

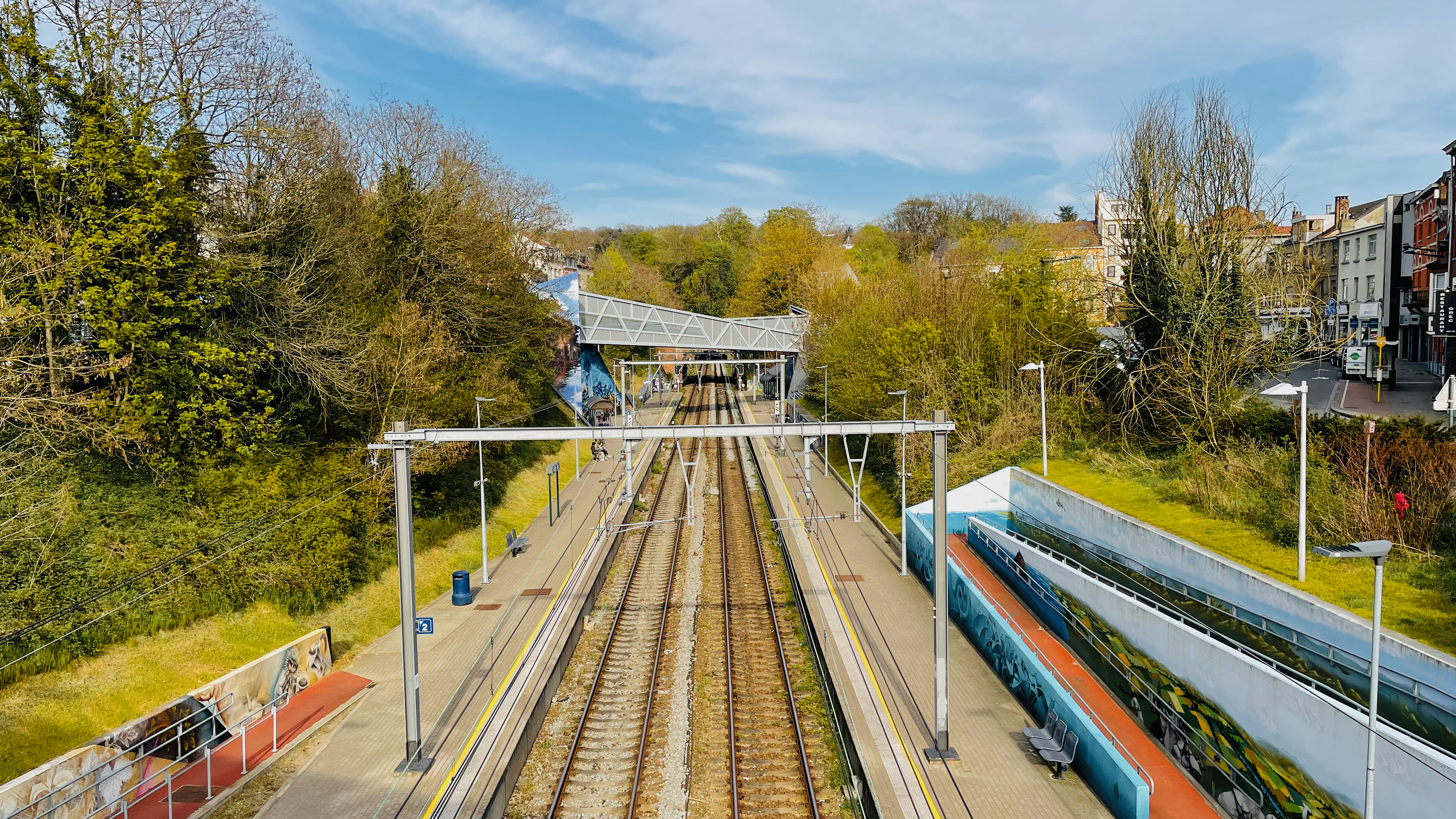
Zicht op de sporen

Station Diesdelle (Frans: Gare du Vivier d'Oie) is een spoorweghalte langs spoorlijn 26 (Halle - Vilvoorde) in Diesdelle in de Brusselse gemeente Ukkel.
Deze stopplaats werd geopend op 10 december 2007 in het kader van de geleidelijke uitvoering van het spoorwegproject Gewestelijk Expresnet (GEN) in en rond Brussel. Hiermee is Diesdelle een van de eerste nieuwe stopplaatsen die voor het GEN geopend werden. De stopplaats is gelegen aan de kruising met de Waterloosesteenweg, een belangrijke invalsweg naar Brussel vanuit het zuiden.

## Treindienst
| Serie | Treinsoort | Route | Bijzonderheden |
| ----- | ---------- | --- | --- |
| S 5   | GEN (NMBS) | [ Geraardsbergen – ] Edingen – Halle – Diesdelle – Brussel-Schuman – Vilvoorde – Mechelen                          | Rijdt in de spits van/naar Geraardsbergen. Rijdt in het weekend tussen Halle en Mechelen. Rijdt tijdens de vakantieperiode 1x/u enkel tussen Halle en Mechelen. |
| S 7   | GEN (NMBS) | Halle – Diesdelle – Merode – Vilvoorde                                                                             | Rijdt alleen op werkdagen. |
| S 9   | GEN (NMBS) | Landen – Leuven – Brussel-Schuman – Diesdelle – Nijvel                                                             | Rijdt alleen op werkdagen. |
| S 19  | GEN (NMBS) | [ Leuven – ] Brussels Airport-Zaventem – Brussel-Luxemburg – Diesdelle – Eigenbrakel – Nijvel – Charleroi-Centraal | Rijdt in het weekend tussen Leuven en Nijvel. |

## Reizigerstellingen
De grafiek en tabel geven het gemiddeld aantal instappende reizigers weer op een week-, zater- en zondag.
| Tabel: aantal instappende reizigers station Diesdelle | Tabel: aantal instappende reizigers station Diesdelle | Tabel: aantal instappende reizigers station Diesdelle | Tabel: aantal instappende reizigers station Diesdelle |
|                                                       | Weekdag                                               | Zaterdag                                              | Zondag                                                |
| ----------------------------------------------------- | ----------------------------------------------------- | ----------------------------------------------------- | ----------------------------------------------------- |
| 2008                                                  | -                                                     | -                                                     | -                                                     |
| 2009                                                  | 386                                                   | -                                                     | -                                                     |
| 2010                                                  | -                                                     | -                                                     | -                                                     |
| 2011                                                  | -                                                     | -                                                     | -                                                     |
| 2012                                                  | 366                                                   | -                                                     | -                                                     |
| 2013                                                  | 390                                                   | -                                                     | -                                                     |
| 2014                                                  | 367                                                   | -                                                     | -                                                     |
| 2015                                                  | 451                                                   | -                                                     | -                                                     |
| 2016                                                  | 510                                                   | -                                                     | -                                                     |
| 2017                                                  | 740                                                   | -                                                     | -                                                     |
| 2018                                                  | 778                                                   | 140                                                   | 88                                                    |
| 2019                                                  | 788                                                   | 81                                                    | 80                                                    |
| 2020                                                  | 559                                                   | 114                                                   | 91                                                    |
| 2021                                                  | -                                                     | -                                                     | -                                                     |
| 2022                                                  | 875                                                   | 221                                                   | 141                                                   |
| 2023                                                  | 454                                                   | 82                                                    | 89                                                    |
| 2024                                                  | 646                                                   | 122                                                   | 93                                                    |